# Археолемурові
Археолемурові (Archaeolemuridae) — вимерла родина мокроносих приматів. Родина існувала протягом плейстоцену-голоцену на Мадагаскарі та вимерла в історичний час після появи на острові людей.

## Опис

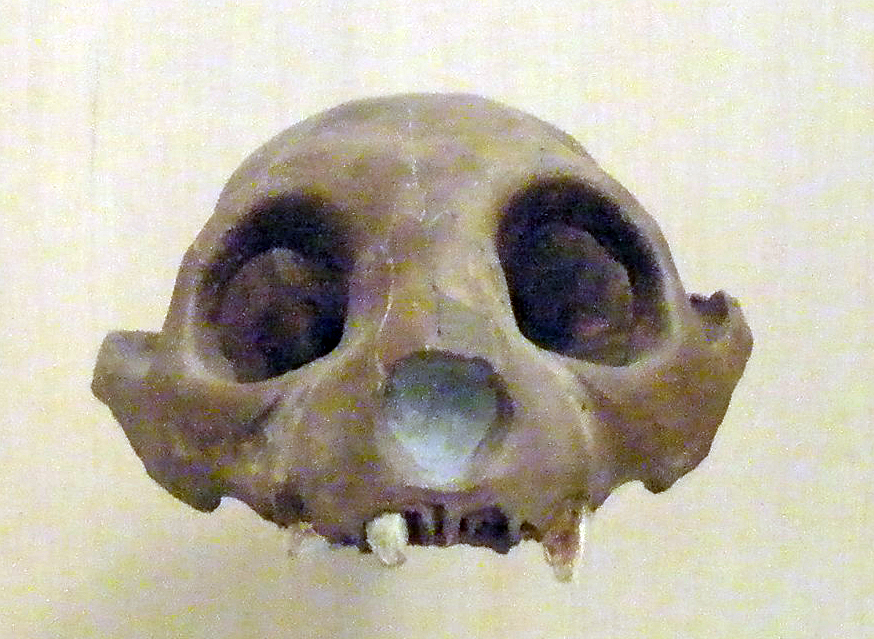
Череп Archaeolemur majori в Американському музеї природної історії в Нью-Йорку

Археолемурові були досить великими приматами, їхня вага сягала 15-27 кг. (за деякими даними, навіть 47 кг). Щодо цього вони займали проміжне положення між індрі і палеопропітековими. За краніальним характеристикам археолемурові в загальному нагадують індрієвих, проте значно відрізняються від них морфологією посткраніального скелета. Будова мозку в загальних рисах нагадувала будову мозку у інших лемуровидих, малися добре розвинені зони, що відповідають за зір, слух і координацію рухів. Очниці великі, спрямовані вперед. У археолемурових збереглися примітивні риси в будові слухового проходу і середнього вуха. Малися вібриси.
Для представників цієї родини характерна спеціалізація до харчування жорстким, переважно рослинним кормом — листям, насінням, стеблами, цибулинами тощо Про це красномовно свідчить морфологія їхнього зубо-щелепного апарату. Важливою його особливістю є наявність III-го передкорінного, що втрачений індрієвимі і палеопропітековими. Зубна формула: 2:1:3:3 для верхньої і 2:0:3:3 для нижньої щелепи.

## Спосіб життя
По способу життя археолемурові нагадували деяких мавп Старого Світу набагато більше, ніж інших лемурів. Вважається, що рід археолемур був напівдеревний, будучи за своєю екологію подібним до павіана (Papio) і населяв в основному лісисті райони острова, причому мав значне поширення, оскільки відомий по безлічі залишків. Більш спеціалізований гадропітек навпаки жив на відкритій місцевості і екологічно був близький до гелади (Theropithecus). Субфоссільні залишки вищеназваних родів відомі з багатьох болотних і печерних місцезнаходжень півдня, заходу, півночі та центру Мадагаскару..
Реконструкція цих лемурів як тварин, пристосованих до наземного способу життя, піднімає питання про характер навколишнього їхнього середовища. Справа в тому, що до 1980-х років вважалося, ніби то до появи на Мадагаскарі людей приблизно 1500 років тому, він був майже повністю покритий лісом. Тепер ми знаємо, що як і на будь-який інший тропічний регіон, на Мадагаскар сильно впливали кліматичні коливання в часи льодовикових періодів в останні мільйони років. Таким чином, площа лісів могла час від часу значно скорочуватися і поступатися місцем більш відкритим ландшафтам. Тому не дивно, що серед лемурів з'явилися тварини, адаптовані до такого оточенню. Сьогодні деякі дослідники вважають, що в часи прибуття на острів людей він якраз піддавався подібної періодичної посухи. Додатково викликаний ними високий рівень екологічного напруги може служити поясненням вимирання як археолемурових, так і багатьох інших представників місцевої фауни.

## Класифікація
Родина містить два роди з трьома видами.
- Археолемур (Archaeolemur)
- Гадропітек (Hadropithecus)